# تمبو غراندي
تمبو غراندي (بالبرتغالية: Timbó Grande‏)؛ بلدية في ولاية سانتا كاتارينا في المنطقة الجنوبية من البرازيل.